# Емин паша
Мехмет Емин паша (на немски: Mehmet Emin pasha, роден като Исак Едуард Шнитцер, на немски: Isaak Eduard Scknitzer, кръстен в 1847 година като Едуард Карл Оскар Теодор Шнитцер, на немски: Eduard Carl Oscar Theodor Schnitzer) е германски евреин, лекар, естественик, пътешественик, изследовател на Африка, губернатор на Екваториалната провинция в съвременен Судан от 1878 до смъртта си.

## Ранни години (1840 – 1865)
Едуард Шнитцер е роден на 28 март 1840 година в Ополе, Силезия (днес в Полша), в средно заможно еврейско семейство на търговец. След смъртта на баща му през 1845, майка му се жени за лутеранин и поради тази причина Шнитцер е кръстен в лутеранска вяра през 1847. Учи в университетите в Бреслау (сега Вроцлав в Полша), Кьонигсберг (сега Калининград в Русия) и Берлин и през 1864 се дипломира като лекар.

## Работа в Османската империя (1865 – 1875)
Поради религиозни причини му е забранено на практикува професията си в Германия и през 1865 се премества в Османската империя, приема исляма и става Мехмет Емин. До 1874 работи като лекар в Македония, Трапезунд, Янина и Цариград.

### Губернатор на Екваториалната провинция на Судан (1878 – 1889)
През 1875 заминава за Хартум в Судан (по това време Судан е в пределите на Османската империя и притежава някаква автономия) и е назначен за главен лекар на Екваториалната провинция, която длъжност заема до 1878.
Като служител на Екваториалната провинция и под името Мехмет Емин ефенди през 1877 – 1878 провежда военни експедиции на юг от Судан на териториите на днешните Уганда и Руанда, в горното течение на Бели Нил и района на езерото Виктория. По време на пътуванията си провежда многочислени географски, зооложки, метеорологични и етнографски изследвания в тези региони, а също и в Източен Судан, подготвя и изпраща в Европа ценни биоложки и етнографски колекции.
През 1878 управителят на Египет назначава Мехмет Емин за губернатор на Екваториалната провинция на мястото на английския генерал Гордън и същата година му е присъдена титлата бей, а през 1888 – паша. Като губернатор Емин паша се опитва да реорганизира местната система на управление и решително се бори с търговията с роби.
През 1881 изследва областта на изток от Бахър ал Джебел (Бели Нил), в т.ч. планината Лотуке (2795 м), а през 1882 – областта на запад от реката, в т.ч. басейните на реките Ей, Рол и Роа. През 1883 изследва вододела между Нил и Конго около 3 – 4º с.ш. и басейна на река Дунгу (десен приток на Кибали-Уеле). Картира езерото Алберт и устието на вливащата се от юг в него река Семлики.
През 1883 в Северен Судан избухва въстанието на Махди (Мохамед Ахмад) и след завземането на Хартум от въстаниците и оттеглянето на англо-египетските войски администрацията на Емин паша в Екваториалната провинция се оказва изолирана от външния свят. По това време връзката с Европа се осъществява чрез посредничеството на руския пътешественик Василий Юнкер (руски изследовател от немски произход), който провежда експедиции в района по същото това време. От Европа през 1886 е изпратена специална военна експедиция на помощ под ръководството на Хенри Мортън Стенли, която успява да се съедини със силите на Емин паша на 4 декември 1889 в района на Кингани на брега на езерото Алберт. Същия месец съединения отряд успява да достигне източното крайбрежие на Африка северно от Дар ес Салам.

## На германска служба (1890 – 1892)
През 1890 Емин паша постъпва на работа в администрацията на Германска Източна Африка и до смъртта си провежда експедиция в района на границите на днешните държави Танзания, Уганда и Демократична Република Конго.
През февруари 1891, заедно с немския зоолог и етнограф Франц Лудвиг Щулман от Букоба (на западния бряг на езерото Виктория) тръгва на запад, с намерение да проникне в бившата Екваториална провинция на Судан, да я завладее за Германия, а след това да се опита да разузнае пътя до Камерун. Пътешествениците достигат до езерото Едуард, изследват го и установяват, че то се простира доста по-на юг отколкото предполага Хенри Мортън Стенли и откриват подхранващите го реки – Ручуру и Руинди, вливащи се в него от юг. По пътя Щулман успява да вземе пеленги към извисяващите се на юг вулканични конуси на планината Вирунга, като открива, че тези планини представляват дълга верига простираща се по паралела.
Двамата заобикалят от юг и запад езерото Едуард, потвърждават че от него изтича река Семлики и достигат до подножието на масива Рувензори. Щулман се изкачва нагоре по масива на височина над 4000 м, като почти стига до снежната граница и събира важни сведения за височинната поясна растителност. След това германците се спускат по Семлики, преминава през вододела на Нил и Конго и изследват горното течение на река Итури (горното течение на река Арувими – десен приток на Конго). Опитът на Емин паша да се придвижи на север, в направление изворите на река Уеле, не се увенчават с успех. След това експедицията се разделя на два отряда: Щулман се движи обратно на юг и изток и през февруари 1892 се завръща в Букоба, а оттам до Индийския океан, а Емин паша продължава на запад към Конго, но на 23 октомври 1892, близо до Кинене е убит от арабски роботърговци, които го ненавиждат поради пречките, които им е създавал като губернатор при търговията им с роби.
Експедицията Емин паша-Щулман доставя извънредно обширен материал от точни пътни топографски снимки и богати етнографски, зооложки и ботанически колекции. Книгата на Щулман „Mit Emin-Pascha ins Herz von Afrika“, Berlin, 1894 (в превод „С Емин паша в сърцето на Африка“) заема видно място в научната литература за Африка, а като източник на етнографски сведения представлява жив интерес и сега.

## Памет
- Неговото име носи залив Емин паша (2°32′ ю. ш. 31°52′ и. д. / 2.533333° ю. ш. 31.866667° и. д.) в югозападната част на езерото Виктория.

## Трудове
- Emin Pascha, Leipzig, 1888.